# Jiugong Shan
Jiugong Shan är ett berg i Kina. Det ligger i den sydöstra delen av landet, 1 200 km söder om huvudstaden Peking. Toppen på Jiugong Shan är 1 552 meter över havet.
Terrängen runt Jiugong Shan är kuperad åt nordost, men åt sydväst är den bergig. Runt Jiugong Shan är det ganska tätbefolkat, med 93 invånare per kvadratkilometer. Närmaste större samhälle är Jiugongshan, 14,0 km norr om Jiugong Shan. I omgivningarna runt Jiugong Shan växer i huvudsak blandskog.